# Distretto di Dara-I-Nur
Il distretto di Dara-I-Nur è un distretto dell'Afghanistan appartenente alla provincia del Nangarhar. Viene stimata una popolazione di 20 491 abitanti (stima 2016-17).